# Вулиця Пилипа Орлика (Полтава)
Ву́лиця Пилипа Орлика — одна із вулиць Полтави, розташована у Шевченківському районі. Пролягає від Соборної площі до вулиці Монастирської. Вулиця Пилипа Орлика позначена ще на планах міста 1783 року. До вулиці Пилипа Орлика прилучаються: провулок Андріївський— вулиці Спаська—Панянка—Конституції—бульвар Панянський— вулиці Капельгородського—Кричевського—Стрітенська—Гоголя—Котляревського.

## Історія
Прокладена на початку XIX століття як один з радіальних напрямів, що брав початок від Успенського собору. Первісна назва — вулиця Дворянська. Була забудована одноповерховими будинками на 3—5—7 і, навіть, 9 вікон (так звані «катеринки»), деякі з яких збереглися. У 1919 році отримала назву вулиця Заливчого на честь Андрія Заливчого, українського революціонера, члена ЦК УПСР (боротьбистів), письменника і публіциста. У 1923 році отримала назву вулиця Паризької Комуни. Сучасна назва — з 2016 року, на честь гетьмана Пилипа Орлика.
У 1900 році на вулиці Дворянській у будинку № 44 були засновані Музичні класи Феофанії Базилевич. У сквері між вулицею Пилипа Орлика і вулицею Соборності розташована Спаська церква, на перехресті з вулицею Спаською — пам'ятник на місці відпочинку Петра І.

## Меморіальні та анотаційні дошки
У 1970 році на фасаді будинку по вулиці Пилипа Орлика № 10 встановлена гранітна дошка, в якому в травні 1896 році зупинялася Надія Крупська (1869—1939) — радянський державний і партійний діяч, педагог, почесний член АН СРСР (з 1931), дружина і соратниця Володимира Леніна. Під час декомунізації була демонтована.